# アクシオス
本項では、アクシオス（ギリシア語: ἄξιος, ロシア語: Аксиос, 英語: Axios）という言葉が、正教会において使われる場合の語義、用法について詳述する。

## 語源・語彙
アクシオス（ギリシア語: ἄξιος）は元々はギリシャ語で「価値が有る」「ふさわしい」「値する」の意。新約聖書にも複数個所に使われている。正教会では新たに聖職者が叙聖される時に使われる事から「適任」という訳が当てられることもある。

## 使われる時
聖体礼儀で行われる神品機密に際し、新しく叙聖された者（主教もしくは司祭もしくは輔祭に新たに叙聖された者）に対して祭服等が与えられる度に「アクシオス」と三回ずつ歌われる。会衆（詠隊）が「アクシオス」と3回歌うのは、叙聖に対する同意を示している。
神品機密・叙聖の時のみならず、昇叙や、なんらかの名誉の授与といった場面でも唱えられ、歌われる。
また、新たに聖人が列聖されたことを知らせる際等に、「（聖人に）ふさわしい」との同意を込めて「アクシオス！」と書かれる事がある。非カルケドン派でも同様に使われる。

## アクシア
正教会において、神品機密の叙聖・昇叙の対象となり神品となるのは男性だけであるが、メダル、勲章、賞状等といった表彰は女性信徒も対象となる。
そうした名誉の授与対象が女性の場合、「アクシオス」はギリシャ語での男性形であるため、ギリシャ語で女性形となる「アクシア」（ロシア語: Аксиа）と唱えられ、歌われる。